# Carl von Alten
Charles GCB, GCH (Carl August von) Alten (Burgwedel, 20 de outubro de 1764 – Bolzano, 20 de abril de 1840) foi um militar hanoveriano e britânico, filho do Barão Alten, um membro de uma antiga família hanoveriana. Entrou ao serviço do eleitor como pajem com doze anos de idade. Comandou uma divisão anglo-portuguesa durante a Guerra Peninsular. Na Batalha de Waterloo comandou uma divisão na linha da frente, sendo ferido em combate. Atingiu o posto de marechal-de-campo no exército de Hanôver.

## Início de carreira
Alten entrou ao serviço do eleitor como pajem aos doze anos. 
Em 1781 recebeu uma comissão na guarda hanoveriana e, como capitão, participou das campanhas de 1793–1795 nos Países Baixos , destacando-se particularmente no Lys no comando da infantaria leve. Em 1803, o exército de Hanover foi dissolvido e Alten serviu na Legião Alemã do Rei (KGL) sob pagamento britânico. No comando da infantaria leve deste famoso corpo, ele participou com Lord Cathcart na Expedição Hanover de 1805. Ele também lutou em Copenhague em 1807.

## Guerra Peninsular
Alten esteve com John Moore na Suécia e na Espanha. Comandou a 2ª Brigada de Flanco na campanha de Moore, embora tenha perdido a Batalha da Corunha. Participou da desastrosa expedição Walcheren no verão de 1809. Logo foi empregado novamente na Península,  e na Batalha de Albuera comandou uma brigada independente da KGL. Um incidente na batalha destaca tanto as habilidades quanto as limitações de Alten. [ citação necessária ]
Alten recebeu ordens de evacuar a aldeia de Albuera, que poderia ser retomada pelos portugueses assim que chegassem, e subir o cume para reforçar a linha cada vez menor. A ordem foi transmitida por um ADC português e Alten, um bom e consciencioso soldado hanoveriano, acreditou que devia ter sido distorcida na transmissão. Ele se recusou a se mover até ser substituído pelos portugueses.
Em abril de 1812 Arthur Wellesley, Visconde Wellington colocou-o à frente da famosa Divisão Ligeira, que consistia na 1/43ª e 1/52ª Infantaria Ligeira, 95ª Fuzileiros e 1ª e 3ª Caçadores Portugueses. Neste posto dignamente continuou os registros de Moore e Robert Craufurd nas batalhas de Salamanca, Vitória, Pirenéus, Nivelle, Nive, Orthez e Toulouse. Seus oficiais o presentearam com uma espada de honra como símbolo de sua estima. Wellington chamou Alten de "o melhor dos hanoverianos".  Comparando-o com Craufurd, Charles Oman escreve:
Charles Alten, sucessor [de Craufurd] no comando da Divisão Ligeira, sendo um general de qualidade muito mais prosaica, que nunca deixaria de tentar obedecer às ordens de Wellington com o melhor de sua capacidade, mas nunca poderia complementá-las com qualquer improvisação de seu próprio, do qual ele era incapaz.

## Waterloo e carreira posterior
Em 1815, Alten liderou a 3ª Divisão de Wellington durante os Cem Dias .  Este comando incluiu a 5ª Brigada Britânica do Maj-Gen Colin Halkett , a 2ª Brigada KGL do Coronel Christian Ompteda e a 1ª Brigada Hanoveriana do Maj-Gen Friedrich Kielmansegge. Partes da divisão estavam fortemente engajadas na Batalha de Quatre Bras . [ citação necessária ] Na Batalha de Waterloo , a 3ª Divisão manteve a linha de frente ao longo do dia e sofreu perdas muito pesadas. [ carece de fontes ] Gravemente ferido na batalha, a conduta de Alten rendeu-lhe o título de Conde von Alten.

Quando a Legião Alemã do Rei deixou de existir, Alten recebeu o comando dos hanoverianos na França. Em 1818 ele retornou a Hanover, onde posteriormente se tornou ministro da Guerra e Relações Exteriores, e ascendeu ao posto de marechal de campo . Ao mesmo tempo, ele foi mantido na lista do Exército Britânico como Major-General Sir Charles Alten, GCB . Ele morreu em 1840. Um memorial para Alten foi erguido em Hanover .  Ele está enterrado no Neustädter Kirche .